# Wayne (Ohio)
Wayne – wieś w Stanach Zjednoczonych, w stanie Ohio, w hrabstwie Wood.